# Antti Rinne
Pour les articles homonymes, voir Rinne.
Antti Rinne (/ˈɑntːi ˈrinːe/), né le 3 novembre 1962 à Helsinki, est un homme d'État et syndicaliste finlandais membre du Parti social-démocrate (SDP). Il est président du SDP de 2014 à 2020, vice-Premier ministre et ministre des Finances du 6 juin 2014 au 29 mai 2015 et Premier ministre du 6 juin au 10 décembre 2019.

## Biographie

### Président du SDP et ministre
Lors du congrès du Parti social-démocrate le 9 mai 2014 à Seinäjoki, il défie la présidente Jutta Urpilainen, titulaire du poste depuis six ans. Il l'emporte de justesse, par 257 voix contre 243. Le 6 juin suivant, il prend ses fonctions de Vice-Premier ministre et ministre des Finances dans le gouvernement de coalition du Premier ministre conservateur Jyrki Katainen. Il conserve ce poste jusqu'en mai 2015 dans le gouvernement Stubb.
Membre de l'Eduskunta depuis 2015, il en est élu président le 24 avril 2019, après les élections législatives qui ont vu son parti arriver en tête.

### Premier ministre
Pressenti pour devenir le nouveau Premier ministre du pays, il conclut le 3 juin suivant un accord pour former une coalition regroupant le SDP, le Parti du centre, la Ligue verte, l'Alliance de gauche et le Parti populaire suédois. Il est investi dans sa fonction le 6 juin.
Il remet sa démission le 3 décembre suivant, après une rupture de confiance au sein de sa coalition. Il est ensuite chargé d'expédier les affaires courantes.